# Dondasivka, Ciutove
Dondasivka (în ucraineană Дондасівка) este un sat în comuna Hreakove din raionul Ciutove, regiunea Poltava, Ucraina.